# 도비타 유다이
도비타 유다이(일본어: 飛田 裕大, 1996년 8월 15일~)는 일본의 축구 선수이다.

## 구단 경력
그는 2017년 YSCC 요코하마 2nd에 입단했다. 2019년 J3리그의 YSCC 요코하마로 승격했다. 2020년 후쿠야마 시티 FC로 이적했다.